# Felodermis
En Botánica, la felodermis es un tejido que se halla en la corteza de las plantas leñosas, integrando la peridermis, y formado a partir de un meristema secundario denominado felógeno. La felodermis está formada por células vivas, parenquimáticas, que se distinguen del parénquima cortical por su posición en las mismas filas radiales en las que se encuentran las células del súber.
En general está formado por una sola capa de células (ejemplo, el tilo, Tilia) o unas pocas (dos en el caso de  Pelargonium y Prunus), pero en algunas familias, como por ejemplo en las cucurbitáceas, está integrada por muchas capas de células. Excepcionalmente la felodermis puede estar formada por colénquima (Pachycormus); en Pinus palustris almacena almidón y  en Libocedrus está constituida por esclerénquima.